# Christ Makosso
Christ Makosso, né le  9 mai 2004 à Brazzaville au Congo, est un footballeur international congolais. Il joue au poste de défenseur central à Luton Town. 

## Biographie

### En club
Né à Brazzaville au Congo, Christ Makosso joue notamment pour les clubs locaux de l'AJAX De Moungali et le CARA Brazzaville avant de rallier la France et le FC Sochaux-Montbéliard en janvier 2023. Il intègre dans un premier temps l'équipe réserve du club et en mai 2023 il signe son premier contrat professionnel avec les lionceaux pour un bail de trois ans.
Makosso joue son premier match en professionnel le 6 mai 2023, lors d'une rencontre de Ligue 2 face au Amiens SC. Il entre en jeu à la place d'Abdallah Ndour lors de cette rencontre perdue par son équipe (1-0 score final).
Le 25 janvier 2024, Christ Makosso rejoint la Belgique pour signer en faveur du RWD Molenbeek. Le contrat s'étend jusqu'en juin 2028.
Le 1er janvier 2025, lors du mercato hivernal, il est recruté par le club anglais de Luton Town. 

### En sélection
Le 4 septembre 2022, Christ Makosso honore sa première sélection avec l'équipe nationale du Congo face à la Centrafrique. Son équipe l'emporte par un but à zéro.